# Кампо Традицио (Кјети)
Кампо Традицио (итал. Campo Tradizio) је насеље у Италији у округу Кјети, региону Абруцо.
Према процени из 2011. у насељу је живело 17 становника. Насеље се налази на надморској висини од 252 м.